# Fondo Ambiente Italiano
Der FAI – Fondo Ambiente Italiano ist eine gemeinnützige Stiftung für Denkmalpflege und Naturschutz in Italien. Ziel des FAI ist es, die italienische Kulturlandschaft zu erhalten und einem breiten Publikum zugänglich zu machen. Er lehnt sich dabei an das Modell des britischen National Trust for Places of Historic Interest or Natural Beauty an.
Der FAI verwaltet 47 wichtige unter Denkmalschutz stehende Kulturgüter, von denen 34 durch den FAI restauriert und der Öffentlichkeit zugänglich gemacht wurden. Ca. 600 ha Landschaft stehen unter dem Schutz des FAI. (Stand Juli 2013).
Der FAI finanziert sich über Spenden, Erbschenkungen und zinslose Darlehen.

## Geschichte

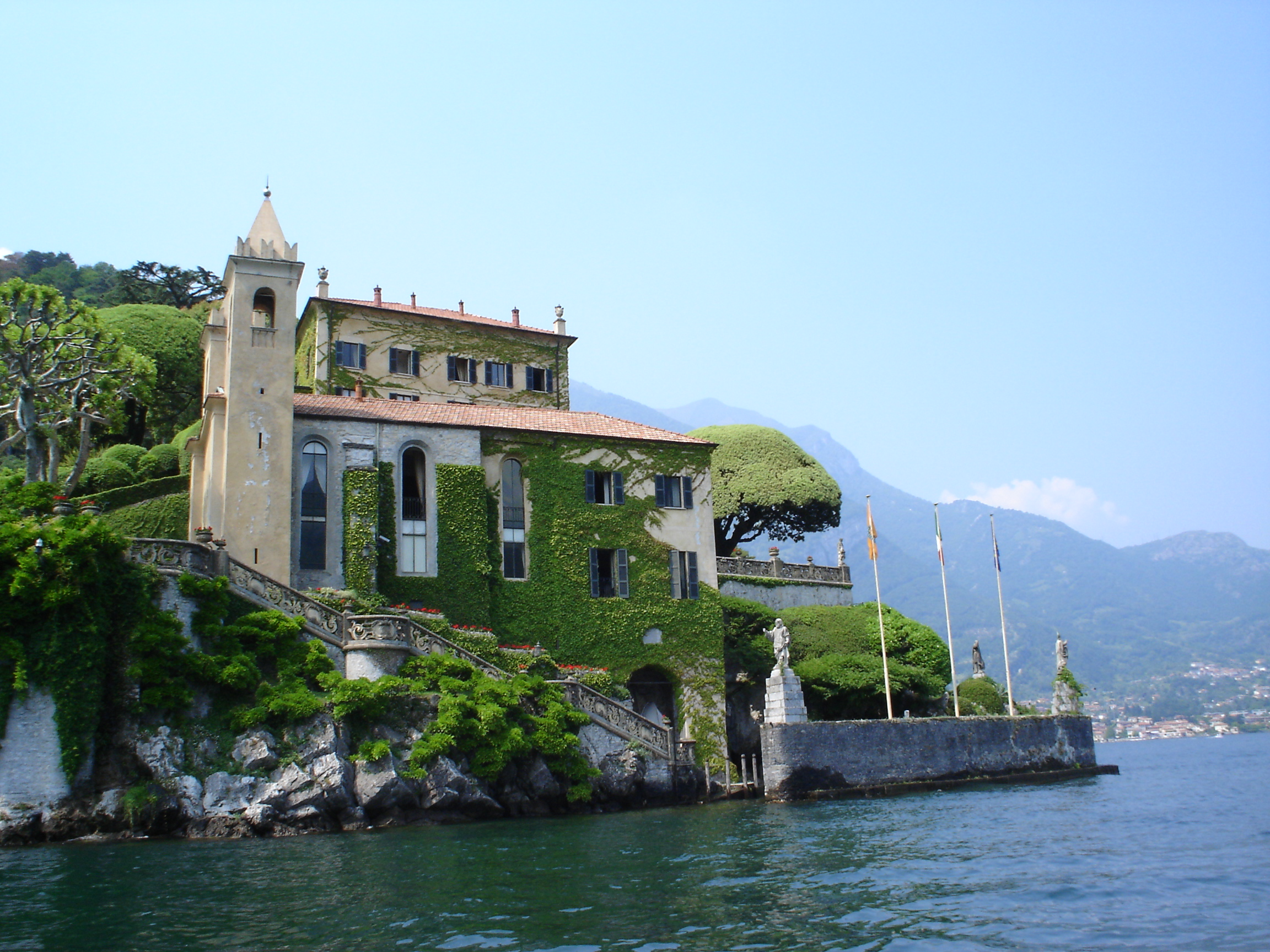
Villa del Balbianello am Comer See

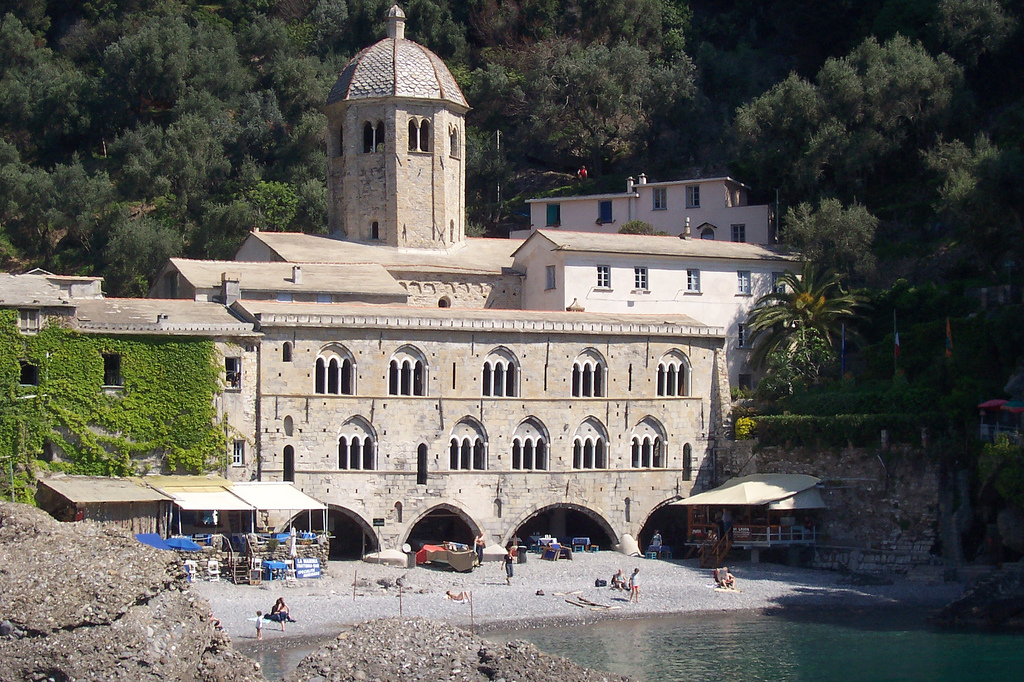
Abtei von San Fruttuoso, Camogli, Ligurien

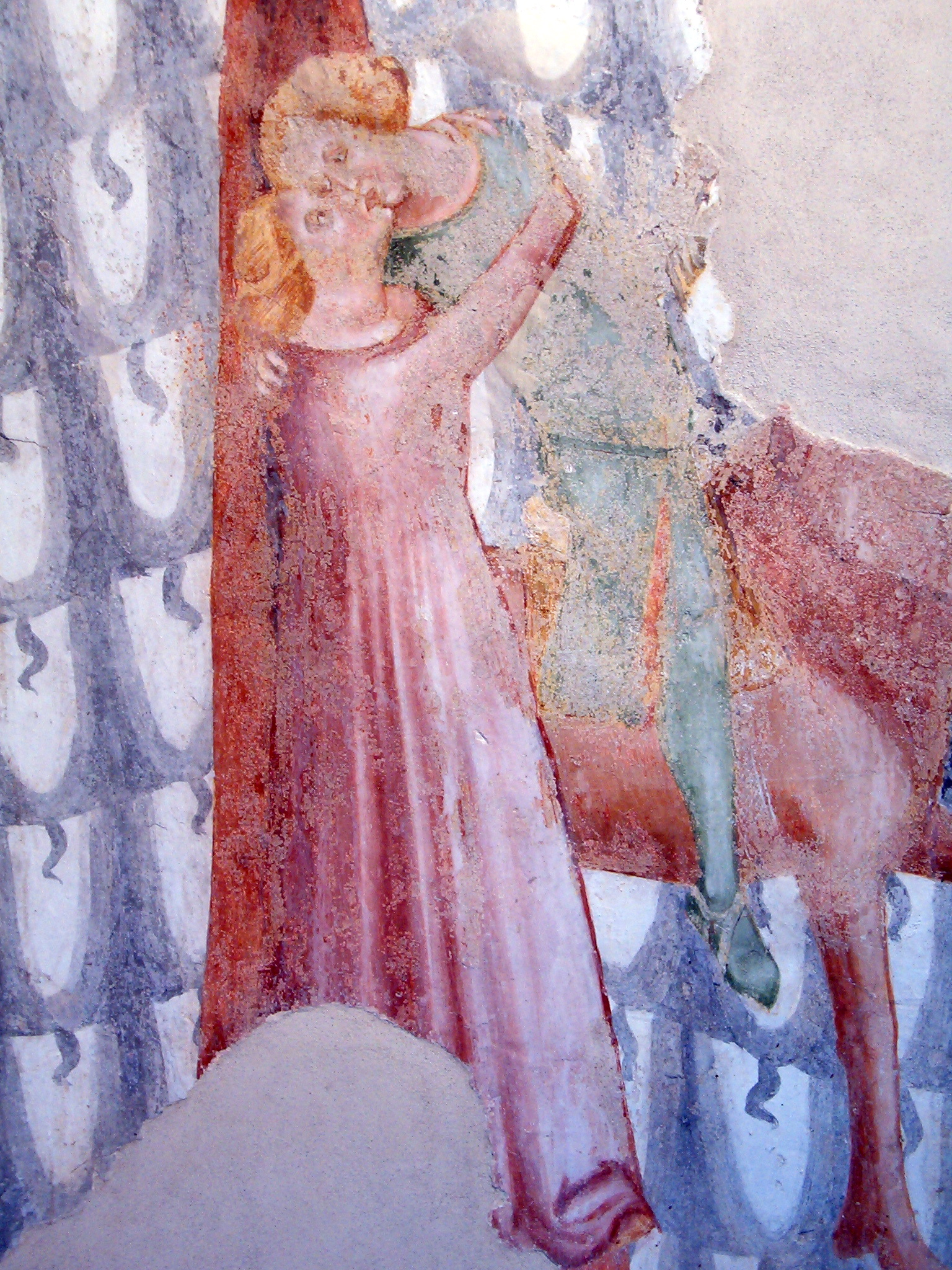
Fresken in Castello di Avio, Trentino

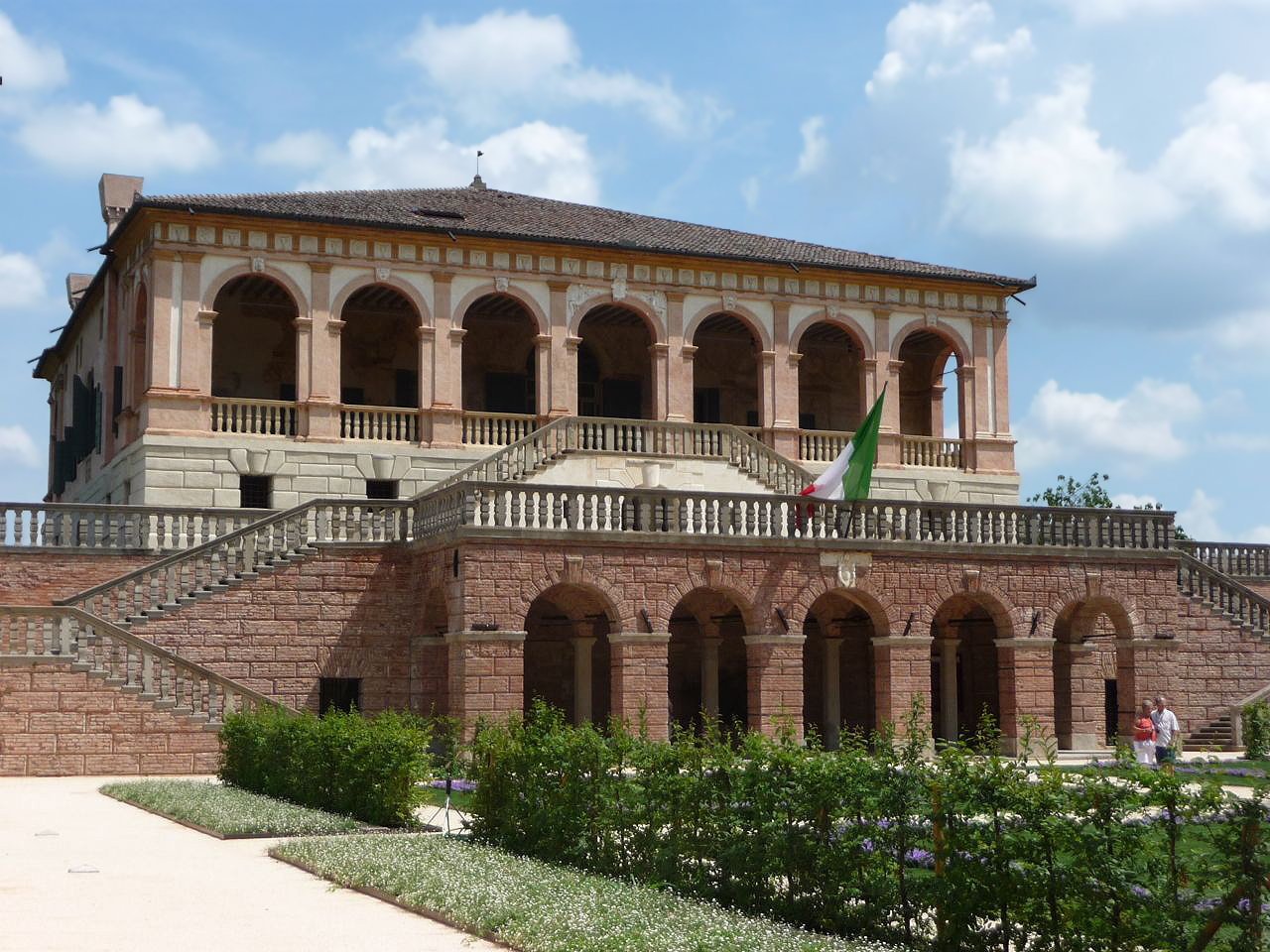
Villa dei Vescovi bei Padua

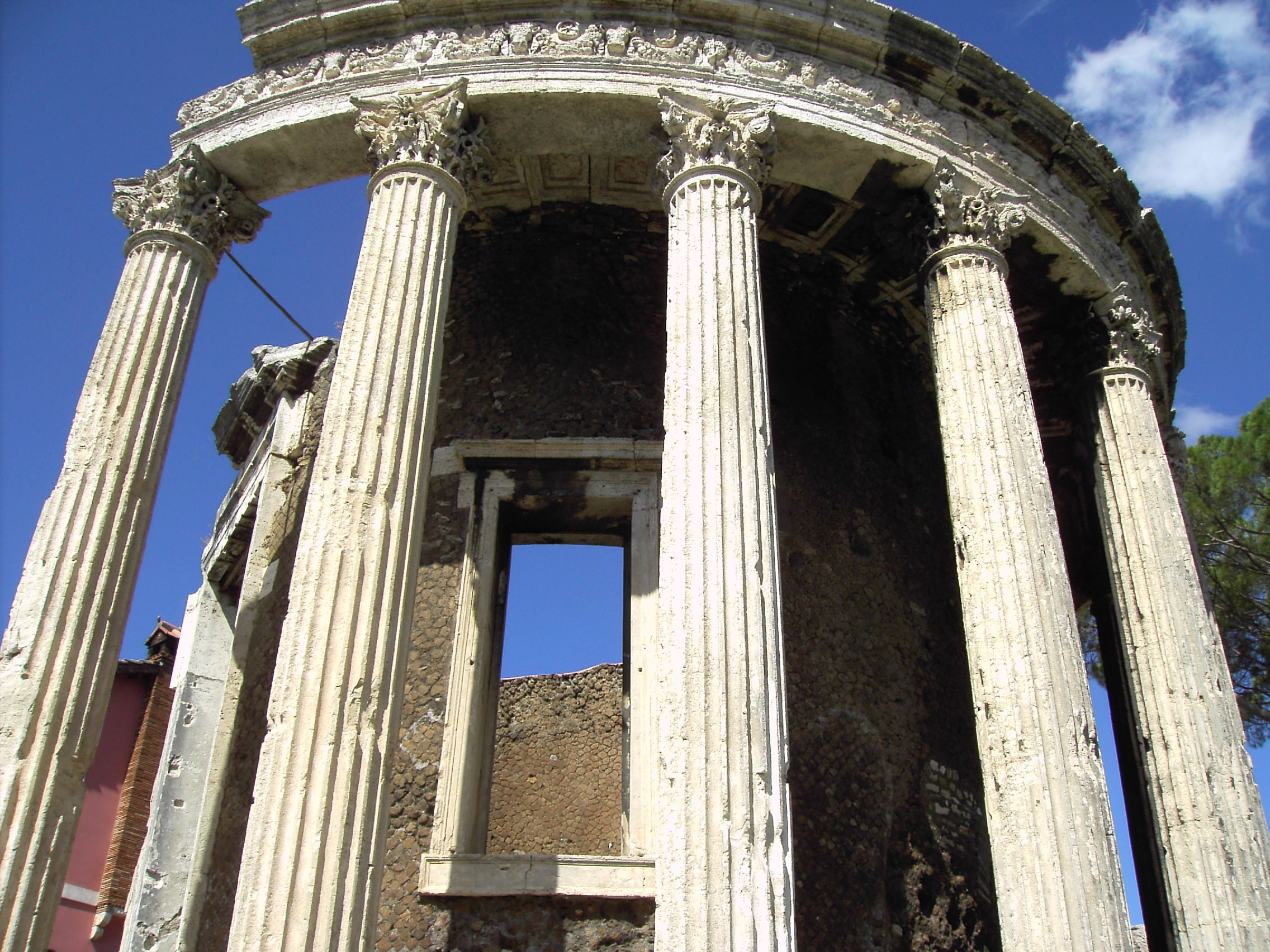
Vestatempel in der Villa Gregoriana, Tivoli

Die Gründung geht auf die Initiative von Elena Croce, der Tochter des italienischen Philosophen Benedetto Croce, zurück. Elena Croce wollte das Modell des britischen National Trust for Places of Historic Interest or Natural Beauty auf Italien anwenden.
Giulia Maria Mozzoni Crespi, Renato Bazzoni, Alberto Predieri und Franco Russoli unterzeichnen im Jahr 1975 den Gründungsakt des FAI.
Bereits kurze Zeit nach seiner Gründung erhielt der FAI erste wichtige Stiftungen und Schenkungen.
Die erste Schenkung erfolgte 1976 durch den Anwalt Piero de Blasi. Er überließ dem FAI 1000 m² Land auf Panarea, einer der liparischen Inseln vor Sizilien, und verhinderte damit die Bebauung und Zerstörung eines großen Teils der Insel.
1977 schenkte Emanuela di Castelbarco, Enkelin von Arturo Toscanini, dem FAI die mittelalterliche Burg Burg Avio im Trentino. Der FAI begann eine umfangreiche Restaurierung der Burg und ermöglichte der Familie Castelbarco gleichzeitig, Teile der Burg weiterhin zu bewohnen. Kosten für die Restaurierung, Verwaltung sowie die spätere Öffnung der Burg für das breite Publikum unterlagen hingegen allein dem FAI. Damit etablierte der FAI ein neues Modell des Denkmalschutzes in Italien.
Ebenfalls im Jahr 1977 begann der FAI mit den Restaurierungsarbeiten im Kloster von Torba, Castelseprio, in der norditalienischen Provinz Varese. Das Kloster wurde von der Stiftungsgründerin Giulia Maria Mozzoni Crespi zunächst auf eigene Kosten erworben und dann dem FAI gestiftet, um es vor dem totalen Verfall zu bewahren. Heute gehört die Klosteranlage zu den wichtigsten Zeugnissen der Langobarden in Italien und damit zum UNESCO-Welterbe.
1983 übertrug die Fürstenfamilie Doria Pamphilj die Abtei von San Fruttuoso mit dazugehöriger Ortschaft an der Küste von Ligurien dem FAI. Der FAI restaurierte die aus dem 13. Jahrhundert stammende Abtei, die nur vom Meer aus zugänglich ist. Im Jahr 1984 stiftete die Gräfin Elisabetta de Rege Thesauro Provana del Sabbione die Burg Castello della Manta bei Cuneo dem FAI. 1986 schenkte der italienische Stahlkonzern Italsider die Baia di Ieranto, eine Bucht an der Halbinsel von Sorrent. Es folgten weitere kleine Schenkungen. Die Region Sizilien überließ die Nutzungsrechte an den Gärten der Kolymbéthra in der Tempelanlage Valle dei Templi bei Agrigent mit 5 ha Orangen- und Mandelhainen dem FAI. 1988 erwarb der FAI die Burg Castello di Masino bei Turin, die Villa del Balbianello am Comer See sowie die Villa Della Porta Bozzolo bei Varese.
1996 überließ der Graf Giuseppe Panza di Biumo seine Villa in Varese einschließlich seiner Sammlung zeitgenössischer Kunst dem FAI. Die Villa Menafoglio Litta Panza wurde im Jahr 2000 nach eingehender Restaurierung eröffnet. 2002 übertrug der italienische Staat dem FAI die Nutzungsrechte an der historischen Parkanlage Villa Gregoriana in Tivoli bei Rom.
Als wichtigen Neuzugänge gelten: Die Villa Necchi Campiglio im Herzen Mailands, die prä-palladinische Villa dei Vescovi bei Luvigliano in den Euganeischen Hügeln in Venetien und der Bosco di San Francesco bei Assisi.
2011 überließ die Versicherungsgesellschaft Assicurazioni Generali dem FAI das ehemalige Ausstellungshaus der Unternehmerfamilie Olivetti an der Piazza San Marco in Venedig. 2012 überließ di Provinz Lecce in Apulien dem FAI die Abtei Abbazia di Santa Maria di Cerrate für 30 Jahre.

## Aktivitäten

### Restaurierung, öffentliche Nutzbarmachung und Schutz von Kulturgütern
Die Restaurierung, der Erhalt sowie die Nutzbarmachung der Kulturgüter für das Publikum nehmen den größten Teil der Arbeit des FAI ein. Rund 70 % aller finanziellen Ressourcen des FAI fließen in diese Kernaktivitäten.
Einige der dem FAI geschenkten Immobilien sind so genannte Natur- und Landschaftsgüter. Der FAI sorgt hier für deren Erhalt und verhindert eine unrechtmäßige Nutzung oder Zerstörung des Guts z. B. durch Spekulation oder Bebauung.

### Kampagnen und Öffentlichkeitsarbeit
Der FAI führt regelmäßig Kampagnen in der Öffentlichkeit durch. Erwähnenswert sind die „Giornate FAI di Primavera“, die jährlich im Frühjahr bis zu 500.000 Besucher in Museen, Villen, Gärten und andere Kulturgüter anziehen, die zu diesem Zweck eigens dem Publikum geöffnet und erklärt werden.
Eine weitere Veranstaltung ist die Kampagne „Luoghi del Cuore“, grob übersetzt: Orte, die mir am Herzen liegen. Die Kampagne fordert Italiener und Italienliebhaber aus dem Ausland dazu auf, ihre Lieblingsorte in Italien zu benennen und sich für deren Erhalt einzusetzen. Im Jahr 2012 haben über eine Million Menschen an der Kampagne teilgenommen, bei der neunten Kampagne im Jahre 2018 über zwei Millionen. Seit Beginn der Kampagne wurden über sieben Millionen Stimmen abgegeben.

## Kulturgüter des FAI
Die meisten der vom FAI verwalteten Kulturgüter sind öffentlich zugänglich. Die Besucher zahlen einen Eintrittspreis und erhalten eine Führung durch geschultes Personal oder Audioguides. Mitglieder oder Förderer des FAI haben freien oder reduzierten Eintritt. Durch die Partnerschaft mit dem britischen National Trust erstreckt sich der reduzierte oder freie Eintritt auch auf die Güter des National Trust. Einige der Villen können auch für Veranstaltungen angemietet werden.
Zu den wichtigsten Gütern, die der FAI verwaltet, zählen:

### Norditalien

#### Comer See, Lago Maggiore
- Villa del Balbianello (Lenno, Como)
- Villa Fogazzaro Roi (Oria Valsolda, Lago di Lugano)
- Villa Della Porta Bozzolo (Varese)
- Kloster von Torba (Varese)
- Villa und Sammlung Panza (Varese)

#### Piemonte
- Castello della Manta (Cuneo)
- Castello di Masino (Turin)

#### Veltlin, Trentino-Südtirol
- Castel Grumello (Valtellina)
- Castello di Avio (Trentino)

#### Mailand
- Villa Necchi Campiglio (Mailand)

#### Venetien
- Villa dei Vescovi (Torreglia, Padua)
- Negozio Olivetti (Venedig)

#### Ligurische Küste, Cinqueterre
- Abtei von San Fruttuoso (Camogli)
- Casa Carbone (Lavagna, Genua)

### Zentralitalien

#### Umbrien
- Bosco di San Francesco (Assisi)

#### Latium, Rom, Tivoli
- Parco Villa Gregoriana, Tivoli

### Süditalien

#### Kampanien, Neapel
- Baia di Ieranto (Massa Lubrense, Neapel)

#### Apulien
- Abtei Santa Maria di Cerrate (Lecce, Apulien)

#### Sizilien
- Gärten der Kolymbéthra (Agrigento)

## Aufbau und Struktur der Stiftung

### Vorsitzende
- Giulia Maria Mozzoni Crespi (1975–2009)
- Ilaria Borletti Buitoni (2009–2013)
- Andrea Carandini (2013–)

### Stiftungsrat
Der Stiftungsrat besteht aus 22 Mitgliedern, die alle herausragende Rollen in der italienischen Kultur, Wirtschaft und Wissenschaft einnehmen.

### Regionale Struktur
Der FAI – Fondo per l’Ambiente Italiano ist landesweit in 116 Delegationen und 14 regionalen Vertretungen tätig, die sich auf 7000 ehrenamtliche Mitarbeiter stützen.

## Öffentliche Anerkennungen und Preise
1988 erhielt der FAI die goldene Verdienstmedaille des italienischen Präsidenten für seine Verdienste um die italienische Kultur.